# غايوس كلاوديوس غلابر
غايوس كلاوديوس غلابر (باللاتينية: Gaius Claudius Glaber)‏، بريتور روماني، وقائد عسكري، وكان مشهورا بخسارته أمام قوات سبارتاكوس في حرب العبيد الثالثة، في معركة على جبل فيزوف.